# Invaze králíka divokého v Austrálii

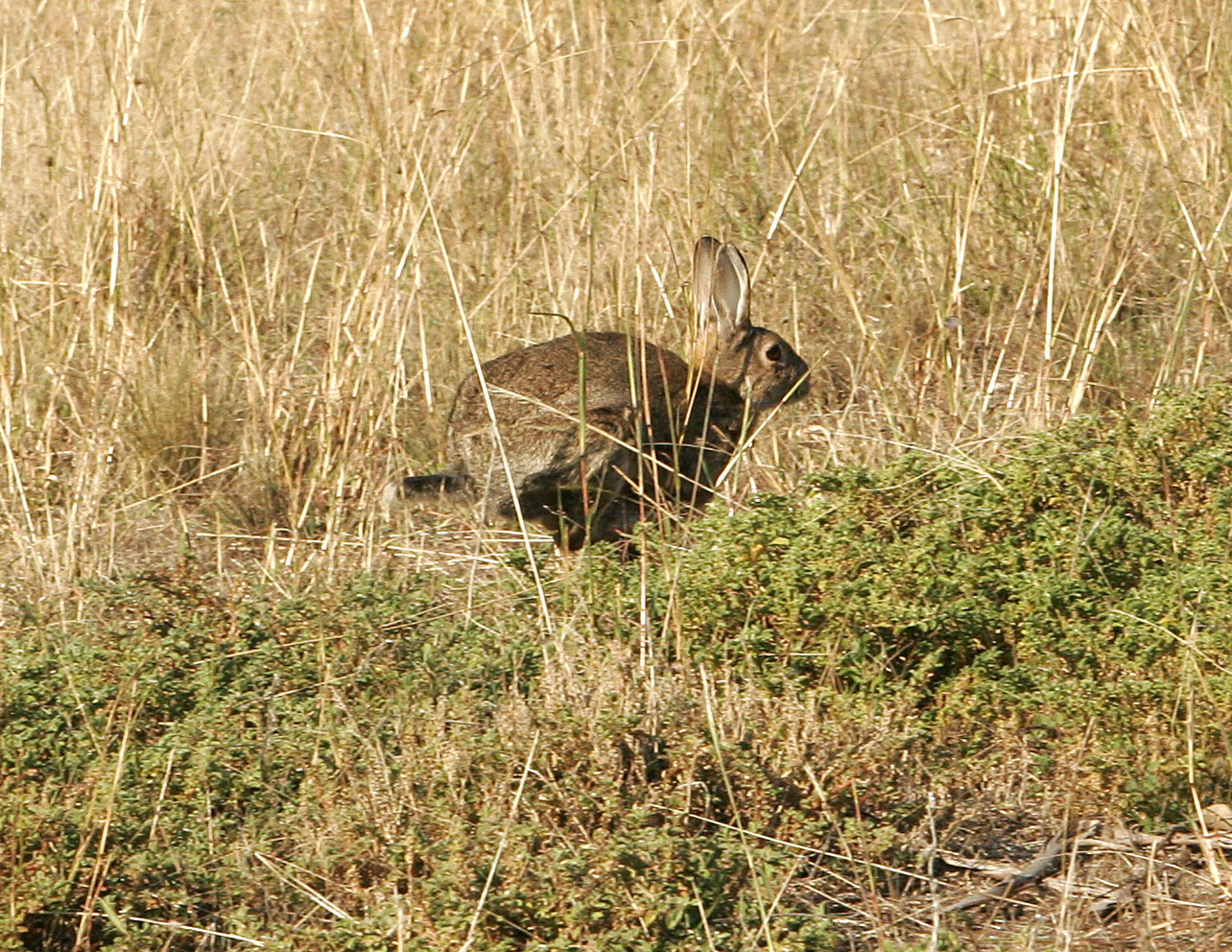
Králík divoký v Austrálii

Ačkoliv je králík divoký (Oryctolagus cuniculus) ve své původní domovině (jižní Evropa) na ústupu a v některých oblastech dokonce na pokraji vyhubení, je velice úspěšným invazním druhem mimo původní areál. V Austrálii je řazen mezi nejnebezpečnější invazní druhy vůbec, jeho přemnožená populace zde působí obrovské škody a její kontrola pravidelně vyžaduje obrovské sumy ze státních rozpočtů. Tato přes 200 let trvající invaze je klasickou ilustrací živočišné invaze, jejího destruktivního vlivu na původní ekosystémy i toho, jak člověk s ní má (i nemá) bojovat.

## Původ a rozšíření australských králíků
Evropský králík divoký se dostal do Austrálie s prvními loděmi v roce 1788 a poté byl zavlečen do Tasmánie. První divoce žijící populace byly zaznamenány v roce 1827 v jihovýchodní Tasmánii. Rapidní růst počtu divokých králíků však začal teprve v roce 1859, kdy australský farmář Thomas Austin přivezl 24 králíků, 5 zajíců a 72 koroptví a na Vánoce je vypustil na svůj pozemek ve Viktorii. Z tohoto parku se králíci postupně rozšířili na sever a na západ a v roce 1866 byli objeveni v Kapundii v jižní Austrálii. Během pouhých 15 let se rozšířili do Nového Jižního Walesu a jejich populace vzrostla na odhadem 2 miliony jedinců.
V roce 1887 území osídlené králíky sahalo k jihozápadnímu okraji Queenslandu a v roce 1894 byli poprvé zaznamenáni v Severním teritoriu u Šarlotiných vodopádů. Kolem roku 1900 se objevily volně žijící populace také v západní Austrálii. Skoro to vypadalo, že je nemůže nic zastavit. Již v roce 1890 ovšem dosáhly populace králíků v některých oblastech natolik kritického počtu, že škody jimi způsobené začaly dosahovat úděsných rozměrů a lidé pochopili, že je třeba zasáhnout. V danou chvíli již bylo příliš pozdě a situace se vymkla kontrole.

## Vliv králíků na australskou přírodu
Početné populace králíků spotřebují enormní množství vegetace. Hromadné spásání vegetace hordami přemnožených králíků dokáže zcela oholit krajinu, čímž nejenže připravuje dobytek a původní býložravce o potravu, ale též vede k rozsáhlé erozi a splachu úrodné půdy. Krajina zamořená králíky se rychle mění v poušť.
Obrovské ztráty pociťují zemědělci (dnes jsou každoroční ztráty australských zemědělců odhadovány na 11 miliard korun, celkové finanční škody způsobené králíky se vyčíslují na 18 miliard ročně).
Katastrofální je vliv přemnožených králíků na domácí faunu, která nemá šanci obstát v tak brutální konkurenci, likvidující jí potravu. Králíkům je přičítán zdaleka největší podíl na vymizení téměř 1/8 všech původních savčích druhů Austrálie (větší než je podíl všech zavlečených predátorů dohromady), k němuž došlo ve 20. století.

## Pokusy o řešení problému

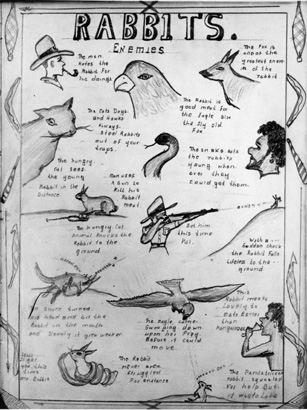
Vzdělávací plakát: Nepřátelé králíka

Zprvu Australané doufali, že se podaří počet králíků snížit přírodní cestou v podobě přirozené konkurence malých klokanů wallaby a díky původním dravcům, kteří se na králíky ochotně přeorientují. Tyto předpoklady byly ovšem mylné. Neuspěly ani pokusy s jedy, pastmi a cíleným lovem. Tak se sice dalo zahubit hodně králíků, ale stále méně, než kolik se jich narodilo.

### Dravci – katastrofa na druhou
Následoval zdánlivě logický krok vedený v rámci úvahy: pokud se zdejší dravci na králíky necítí, nechť se tedy snaží přirození predátoři králíka, ti by měli jeho invazi zlikvidovat a znovu nastolit rovnováhu. Neuvážené vysazení lišky a kočky je považováno vedle zavlečení promyk na ostrovy v Karibiku za nejúděsnější z případů, kdy se snaha napravit předchozí chyby zvrhla ve znásobení katastrofy. Oba druhy se přemnožily a rozšířily seznam nejnebezpečnějších invazních druhů. Králíky sice loví i v australských podmínkách, ovšem ještě raději konzumují původní drobné vačnatce (např. malí klokani, klokánek králíkovitý, bandikuti) a ptáky, kteří jsou zpravidla snazší kořist než rychlý králík. Některé druhy drobných vačnatců byly kvůli invazi lišek a koček ohroženy vyhubením.

### Plot
Už spíše zoufalý byl pokus zastavit zvětšování oblasti zamořené králíky plotem. V roce 1907 byl západoaustralskou vládou dokončen nejdelší plot proti králíkům na světě, dlouhý 1833 kilometrů. Vedl od starvejského lodního přístavu na jihu do Cape Keraudren na severu. Ovšem bránil území již ztracené – v době, kdy byl plot dokončen, žilo na druhé straně tolik králíků, že neměl význam. Boj s králíky přešel do dalšího stadia.

### Boj pomocí nemocí
Ve 20. letech 20. století specialisté pověření australskou vládou a Organizací vědeckého a průmyslového výzkumu Commonwealthu (CSIRO) začali posuzovat možnost využít virus myxomatózy. Myšlenku využít virus poprvé vyslovil v roce 1918 brazilský vědec H. de Beaureparie Aragao. V 50. letech 20. století byl virus v Austrálii vysazen. Přestože se králičí populace snižovala, bylo jeho další používání ukončeno pro neúčelnost.
Zkušební verze se testovaly v Británii, Dánsku, Švédsku a jižní Austrálii. Byly však neúspěšné, přestože se CSIRO řadí mezi nejlepší společnosti v oboru. Později byl vyvinut virus působící výhradně na určité živočišné druhy. Virus myxomatózy byl vypuštěn na pěti různých místech v údolí řeky Murray v jižní části Nového Jižního Walesu. Zpočátku byl účinný a až 99,9 % nakažených králíků uhynulo; celková populace králíků klesla ze 600 milionů na 100 milionů. Avšak virus podléhal náhodným mutacím. Králíci nakažení účinnější variantou hynuli a s nimi i virus. Naproti tomu méně účinné varianty se šířily snáze a imunizovaly králíky proti nebezpečnějším variantám viru. Navíc přirozeným výběrem přežívali odolnější králíci. Nakonec zůstala varianta viru s necelou 40% účinností. Králíci se uzdravili a po určité době začal jejich počet opět narůstat. Nutno podotknout, že toto je obecný princip, jak takové epidemie (lhostejno zda přirozené, či uměle vyvolané) fungují, a předpoklad, že by tomu mohlo být jinak, je dost pochybný. V podstatě lze vždy očekávat jen radikální a dočasné omezení králičí populace.
V roce 1957 CSIRO vypustila v Austrálii evropskou králičí blechu a v roce 1966 se znovu pokusila vysadit virus myxomatózy. Výsledek byl podstatně méně viditelný a krátkodobý. V roce 1993 byla vypuštěna španělská králičí blecha v naději, že pomůže snížit populace králíků, ale ani tentokrát blechy nevydržely horké australské podnebí.
V roce 1995 byl vypuštěn calicivirus (známý jako RHD nebo RCD), který sice snížil populaci králíků, na některých územích usmrtil až 80 % králíků, ale po určité době se stavy opět obnovily. V současné době společnost CSIRO vyvíjí imunoantikoncepční virus, který by podle jejích předpokladů měl být úspěšnější.